# Paul Weitz
Paul Joseph Weitz (Erie, 25 de julho de 1932 – Flagstaff, 24 de outubro de 2017) foi um astronauta norte-americano que participou de missões ao espaço dos programas Skylab e do ônibus espacial.

## Biografia
Weitz recebeu suas asas de vôo em 1956, após servir por um ano na Marinha dos Estados Unidos a bordo de um contratorpedeiro, fazendo parte de vários esquadrões navais de combate e interceptação até ser selecionado para a equipe de astronautas da NASA em 1966.
Em abril deste ano, Weitz juntou-se ao grupo de dezenove pilotos escolhidos pela agência espacial para o quinto grupo de astronautas. Após anos de treinamento e atividades em terra, ele subiu ao espaço em 25 de maio de 1973 como tripulante da missão Skylab 2, em companhia dos astronautas Pete Conrad e Joseph Kerwin para um período de 28 dias a bordo da estação em órbita da Terra, na primeira missão tripulada Skylab, durante o qual passou cerca de duas horas fora da nave em atividades extraveiculares.
Weitz voltou ao espaço dez anos depois, como comandante da viagem inaugural da nave Challenger, em 4 de abril de 1983 aos 50 anos de idade, na missão STS-6, que realizou diversas experiências de processamento de materiais em gravidade zero e lançou um satélite em órbita, além de testar diversos equipamentos destinado ao suporte de futuras caminhadas no espaço.
Após 120 horas em órbita, Weitz comandou a Challenger de volta a Terra, pousando na Base Aérea de Edwards e completando um total de 793 horas no espaço. Depois de um período como diretor do Centro Espacial Lyndon B. Johnson, em Houston, aposentou-se da NASA em  maio de 1994.